# Tularosa arcana
Tularosa arcana är en spindelart som beskrevs av Wesolowska, Cumming 2008. Tularosa arcana ingår i släktet Tularosa och familjen hoppspindlar. Inga underarter finns listade i Catalogue of Life.